# Península de Mejillones
La península de Mejillones se ubica en el Norte Grande de Chile, entre los puertos de Mejillones y Antofagasta. A diferencia de muchas penínsulas, la de Mejillones es más ancha que larga adentrándose sólo alrededor de 20 km en mar, mientras que su istmo que lo conecta con el continente de alrededor de 40 km de ancho. El sur de la península es atravesado por el Trópico de Capricornio.
Dada su riqueza en flora y fauna y su valor arqueológico, el extremo sur de la península fue declarada parque nacional el 15 de abril de 2010, bajo el nombre de parque nacional Morro Moreno.